# Aaron Scott (autocoureur)
Aaron Scott (Ottershaw, 6 maart 1979) is een Brits autocoureur.

## Carrière
Scott begon zijn autosportcarrière in het formuleracing in de Britse Formule Ford, waar hij in 1999 kampioen in de 1600-klasse werd. In 2001 stapte hij over naar het Brits Formule 3-kampioenschap en eindigde hierin als tiende. In 2002 maakte hij de overstap naar de Britse Renault Clio Cup, waar hij vijftiende werd.
In 2003 stapte Scott over naar de GT-racerij en debuteerde hij in het Brits GT-kampioenschap, waar hij tot 2014 jaarlijks actief was. Hij begon in de GTO-klasse en stapte later over naar de Championship Cup, voordat hij in 2005 in de GT3-klasse terechtkwam. In 2007 kwam hij uit in de GTC-klasse en beleefde hij zijn beste seizoen met vijf overwinningen en een derde plaats in het eindklassement. Tevens nam hij tussen 2005 en 2011 regelmatig deel aan het Britcar Endurance Championship. In 2007 eindigde hij hier als tweede en in 2011 werd hij gekroond tot kampioen. In 2009 nam hij kortstondig deel aan de Britse Porsche Carrera Cup en de Porsche Supercup.
In 2012 debuteerde Scott in de enduranceracerij in de Pro-Am Cup-klasse van de Blancpain Endurance Series, waarin een negende plaats tijdens de 24 uur van Spa-Francorchamps zijn beste resultaat was. In 2018 keerde hij terug in het kampioenschap op Spa-Francorchamps en werd hij vierde in dezelfde klasse.
In 2015 maakte Scott zijn debuut in de European Le Mans Series bij AF Corse. Hij werd in zijn eerste seizoen direct derde in de eindstand van de GTE-klasse. Tussen 2017 en 2020 reed hij voor het zusterteam Spirit of Race, waar hij in zijn laatste seizoen opnieuw derde in het eindklassement werd. In 2016 debuteerde hij in de 24 uur van Le Mans. In 2017 eindigde hij, samen met Duncan Cameron en Marco Cioci, als derde in de race, maar omdat de eerste twee inschrijvingen niet in aanmerking kwamen voor punten, werd zijn inschrijving binnen het FIA World Endurance Championship officieel uitgeroepen tot winnaar. In 2020 voor de derde en laatste keer in Le Mans, maar kwam hij niet aan de finish.